# Ilatha longicornis
Ilatha longicornis är en stekelart som först beskrevs av Cameron 1887.  Ilatha longicornis ingår i släktet Ilatha och familjen bracksteklar. Inga underarter finns listade i Catalogue of Life.